# Conversion ascendante de photon

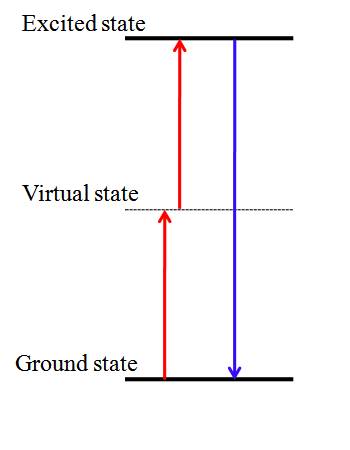
Diagramme énergétique du processus de conversion ascendante.

La conversion ascendante de photon est le processus par lequel un atome absorbe consécutivement deux photons (ou plus) et en émet un seul, de longueur d'onde inférieure. Il s'agit d'un déplacement anti-Stokes. Il existe ainsi des fluorophores absorbant des photons infra-rouges et émettant de la lumière visible,,.
Ce processus a été proposé en 1959 par N. Bloembergen, et observé expérimentalement par François Auzel en 1966,.
Les matériaux capables d'une telle conversion ascendante contiennent souvent des ions appartenant au bloc f et au bloc d de la classification périodique. C'est le cas des ions Ti2+, Ni2+, Mo3+, Re4+, et Os4+.
Les trois mécanismes mis en jeu sont la conversion ascendante par transfert d'énergie, l'absorption à l'état excité et l'avalanche de photons. La conversion ascendante doit être distinguée de l'absorption à deux photons et de la génération de seconde harmonique.